# The Guess Who
 (août 2021).
Si vous disposez d'ouvrages ou d'articles de référence ou si vous connaissez des sites web de qualité traitant du thème abordé ici, merci de compléter l'article en donnant les références utiles à sa vérifiabilité et en les liant à la section « Notes et références ».
The Guess Who est un groupe rock canadien formé à Winnipeg en 1965. Initialement reconnu au Canada, le groupe a connu un succès international de la fin des années 1960 au milieu des années 1970, principalement sous la direction des auteurs-compositeurs Burton Cummings et Randy Bachman (ce dernier deviendra guitariste-chanteur de Bachman-Turner Overdrive) et a enregistré de nombreux singles à succès, dont No Time, American Woman, Laughing, These Eyes, Undun et Share the Land. Formé comme un groupe rock garage, leur style musical engloba le pop rock.
Le groupe a été intronisé au Temple de la renommée de la musique canadienne en 1987. En 2002, Randy Bachman, Burton Cummings, Garry Peterson, Donnie McDougall et Bill Wallace ont reçu le Prix du Gouverneur général pour les arts de la scène pour l'ensemble des réalisations artistiques pour la contribution de Guess Who à la musique populaire au Canada. Le groupe s'est officiellement dissous en 1975, avec des retrouvailles occasionnelles de la formation classique depuis lors. Le groupe, avec comme seul membre original restant le batteur Garry Peterson, continue d'enregistrer et de se produire sous le nom de Guess Who aujourd'hui, le bassiste Rudy Sarzo fait partie de cette nouvelle mouture. Leur dernier album à ce jour, intitulé The Future IS What It Used To Be - avec Jim Kale, Tommy Shaw, Brent Fitz et Michael Devin comme musiciens invités -, a été produit en 2018.

## Biographie

### Première période (1965–1975)
Le premier groupe de Chad Allan (de son vrai nom Allan Kowbel) fut formé en 1958, Allan and the Silvertones, alors qu'il fréquente encore le collège Miles MacDonell Collegiate en 1958. Puis, il a introduit les musiciens Bob Ashley aux claviers, le bassiste Jim Kale, le guitariste Randy Bachman et le batteur Garry Peterson qui joue aussi le saxophone à l'occasion. Le nom change en 1963 pour Chad Allan & The Expressions et ils connurent leur premier succès en 1965, avec une reprise de Johnny Kid & The Pirates, Shakin' All Over. Puis après que leur compagnie de disque ait tenté de cacher le nom du groupe avec les mots Guess Who? sur la pochette de leur premier disque, il adoptèrent cette nouvelle identité. L'organiste Bob Ashley ayant quitté, puisque leur nouveau chanteur Burton Cummings jouait déjà le piano, ils gravèrent alors leur nouvel album It's Time, sur lequel Burton et Chad se partagèrent le chant puis ce dernier quitta le groupe. En 1970, vint l'album qui les consacra au niveau canadien et américain, soit American Woman. Cet album contient les succès No Time, No Sugar Tonight/New Mother Nature confectionné à partir de deux chansons différentes, When Friends Fall Out et bien sûr la chanson-titre. Celle-ci atteint la première place des charts aux États-Unis et elle a été écrite en guise de protestation à la guerre du Vietnam qui faisait rage à cette époque.

### Changements de personnel et succès continu (1970-1975)
Randy Bachman avait terminé un album solo, Axe, en mars 1970, mais est ensuite tombé malade avec une attaque de la vésicule biliaire; le groupe a continué à tourner avec Bobby Sabellico, un guitariste temporaire de Philadelphie. Les différences entre  Cummings et Bachman (principalement dues à la conversion de Bachman au mormonisme) ont conduit ce dernier à quitter le groupe après avoir donné un concert final au Fillmore East à New York le 16 mai 1970. Les enregistrements récents en studio (The Way They Were) furent temporairement mis à l'écart pour être publiées finalement en 1976.
Le 17 juillet 1970, le groupe a été invité à se produire à la Maison Blanche pour la famille Nixon et leurs invités, mais on leur a demandé d'éliminer American Woman (en raison d'interprétations politiques des paroles) de leurs chansons à interpréter ce soir-là comme une « question de goût ».
Le groupe a commencé à expérimenter des styles plus lâches et plus progressifs, ainsi leurs prochaines sorties, So Long, Bannatyne en juillet 1971 et Rockin' au début de 1972, ont montré une baisse des ventes. Leskiw quitta le groupe subitement, après un concert à Corpus Christi, au Texas le 17 mars 1972, après des différends avec Cummings. Le groupe a joué leur prochain concert à Fort Worth en tant que quatuor avant de recruter le guitariste chanteur Donnie McDougall (des groupes Mother Tucker's Yellow Duck et Vicious Circle) de Winnipeg pour leur prochain concert à Phoenix le 19 mars.
En mai 1972, ils enregistrent leur album Live at the Paramount dans la salle du même nom à Seattle, l'album a été publié en août.
Après le concert du Paramount, le bassiste Jim Kale a quitté; il a ensuite rejoint Scrubbaloe Caine. L'ancien bassiste du groupe Brother, Bill Wallace, a assumé ses devoirs à la basse, et le groupe est parti en tournée avec Three Dog Night en novembre et décembre 1972 au Japon, en Nouvelle-Zélande et en Australie.
Cummings, Wallace et Winter ont écrit le dernier grand succès des Guess Who, Clap for the Wolfman, qui a atteint le 4e rang au Canada et le 6e aux États-Unis. La chanson était un hommage au disc-jockey Wolfman Jack, qui a prêté sa voix à la chanson. Il est apparu sur l'album Road Food (avril 1974), qui contenait également le hit Star Baby (n° 39 sur la liste Billboard Hot 100), tirant le groupe d'un effondrement de sa carrière, bien que temporairement. Wolfman Jack, une personnalité bien connue de la télé et du cinéma de l'époque, a aussi joué dans des films tels que American Graffiti, Galactica 1980 et il a aussi coanimé l'émission télévisée Midnight Special sur le réseau NBC de 1973 à 1981. 
McDougall et Winter ont abandonné en juin 1974, et le groupe a recruté un nouveau guitariste soliste, Domenic Troiano de Toronto (anciennement de Bush et Mandala, et fraîchement sorti d'un passage avec le groupe James Gang), qui est devenu le principal collaborateur de Burton Cummings à l'écriture de chansons. Troiano avait travaillé avec Cummings, Wallace et Peterson à Los Angeles le mois précédent sur la bande originale d'un film (A Fool, A Fool, I Met a Fool) qui n'est finalement jamais sorti.
Les albums avec Troiano, Flavours (octobre 1974) et Power in the Music (juillet 1975), étaient plus jazzés et plus progressifs que les enregistrements précédents du groupe; Cummings, mécontent du changement, a décidé de poursuivre une carrière solo et a quitté le groupe en octobre 1975.

### Jim Kale's Guess Who (1977)
En novembre 1977, CBC a approché le groupe au sujet d'une réunion. Cummings et Bachman, occupés par des carrières solo et leur travail respectif, n'étaient pas intéressés. Jim Kale, qui était en tournée à Kenora, en Ontario, ainsi que Peterson, Winter et McDougall, ont répondu présents. Cummings et Bachman ont donné à Kale la permission d'utiliser le nom Guess Who pour un seul concert. Peu de temps après, Kale a découvert que le nom Guess Who n'avait jamais été enregistré; il est rapidement retourné à Winnipeg pour l'enregistrer, et conserve le contrôle du nom du groupe jusqu'à ce jour, se produisant parfois sans aucun autre membre original du groupe.

### 1977 à 1981
Un nouvel album studio appelé Guess Who's Back? a été enregistré aux Roade Recording Studios à Winnipeg et sorti au Canada sur le label Aquarius avec une attention minimale en juillet 1978. Winter a abandonné peu de temps après la sortie de l'album, mais le quartet restant a enregistré un deuxième album, All This For a Song, ils retravaillèrent certaines chansons de cet album pour une sortie américaine en février 1979 sur le label Hilltak, avec le même titre. Quatre des huit chansons contenues sur Guess Who's Back? apparaissent également dans la version américaine de All This For A Song, certains sous une forme réenregistrés, le reste de l'album était avec des nouvelles chansons.
Ralph Watts, qui avait été ingénieur du son sur Guess Who's Back?, a rejoint le groupe sur la route à la guitare et aux claviers au cours de la seconde moitié de 1978, mais a quitté après s'être fait offert le poste d'ingénieur maison avec Century avec les studios Century 21 Recording.
Kale a quitté le groupe en 1979 pour poursuivre d'autres projets; McDougal, Masters, le guitariste Bobby Bilan, le bassiste Brian Sellar et le claviériste Jimmy Grabowski ont continué leur tournée sans lui.
En 1981, Kale a repris le nom Guess Who et cette année-là, une toute nouvelle formation des Guess Who (Kale, l'ancien batteur de Crowbar Sonnie Bernardi et les guitaristes Dale Russell et Mike McKenna) sortit un nouvel album studio intitul Now And Not Then alors sur le label d'El Mocambo, comportant le nouveau chanteur / claviériste Brent DesJarlais. L'album est sorti uniquement au Canada et en Allemagne (sur Line Records).
À ce stade, le groupe était en demande pour jouer en concert, principalement aux États-Unis, en raison de la popularité de leurs succès des années 60 et 70 avec le chanteur Burton Cummings.
Après une réunion de 1983 des « Classic Four », Cummings a repris son travail solo, Bachman a emmené Peterson avec lui pour un album et une tournée de retrouvailles avec Bachman-Turner Overdrive et Kale a de nouveau repris la tournée avec divers musiciens sous la bannière Guess Who . À l'automne 1983, Russell et Bernardi se joignirent à Kale, ainsi qu'au chanteur Trevor Balicky et au claviériste Mike Hanford (du groupe des années 60, Gettysbyrg Address). En 1985, Balicky a succédé à l'ancien chanteur de Stilettos Bob Fuhr puis, en 1986, à Kenny Carter. Terry Read est venu brièvement en 1986.
En 1987, une cassette de quatre chansons de nouveau matériel de la gamme Kale / Russell / Bernardi / Hanford / Carter est apparue, appelée Guess Who '87. Dans l'une des rares critiques grand public qu'il a reçues, Craig MacInnis du Toronto Star a déclaré: «Le jeu est bâclé et les chansons sont de la purée indésirable.
Après la réunion de Bacham Turner Overdrive, le batteur Peterson est revenu à The Guess Who juste après la sortie de Guess Who '87. À partir de ce moment, le groupe s'est principalement concentré sur le circuit de la nostalgie désormais très lucratif. 
En 1989, Tom Whinnery remplaça Hanford mais fut lui-même remplacé par le claviériste / flûtiste / saxophoniste Leonard « Lewsh » Shaw (du groupe d'Ian Thomas) en 1990. Le chanteur Terry Hatty succéda à Carter en 1991.
Un nouvel album studio des Guess Who sur label Aquarius, Liberty (également publié sous le titre Lonely One sur le label américain Intersound), avec le chanteur Terry Hatty, est sorti en juillet 1995. Comme pour Guess Who 87, pratiquement aucune attention n'y a été accordée dans le grand public, presse et les quelques critiques de l'album étaient presque toutes extrêmement négatives. 
En 1997, l'ancien chanteur et guitariste de Coney Hatch, Carl Dixon, a rejoint The Guess Who en tant que chanteur soliste, poste qu'il a occupé pendant huit ans au total; Kale a quitté la tournée plus tard en 1998, et le bassiste Ken « Spider » Sinnaeve (ex-Streetheart) a été appelé comme son successeur.
Après une réunion de 2000-2003 avec Bachman et Cummings, le groupe dirigé par Jim Kale a repris régulièrement des concerts en 2004 avec Peterson, « Lewsh » Shaw de retour aux claviers, Carl Dixon au chant et guitariste de retour Bobby Bilan, qui a été remplacé par Laurie MacKenzie en 2006.
Dixon a continué comme chanteur du groupe jusqu'en 2008, jusqu'à ce qu'il soit gravement blessé dans un accident d'automobile en Australie le 14 avril de cette année. Dixon a été brièvement remplacé par Colin Wiebe, le chanteur du groupe solo de Randy Bachman. Wiebe était en prêt jusqu'à ce que Derek Sharp remplace Dixon dans l'alignement; ce dernier, à la suite de son accident d'auto, ayant subi une lésion cérébrale traumatique, a perdu un œil et, avec des implants en titane importants dans la tête, les jambes et le bras droit, n'a pas pu revenir. 
Le batteur Brian Tichy (anciennement de Foreigner et Whitesnake) a remplacé Peterson à l'été 2010 et à nouveau pour certains spectacles en 2013 et 2015. En septembre 2012, Stan Miczek (du groupe de Sass Jordan) est venu brièvement remplacer Kale.
À partir de 2016, la formation Guess Who était composée de Derek Sharp (chant, guitare), Will Evankovich (guitare, chœurs), Leonard Shaw (claviers, chœurs), Jim Kale (basse) et Garry Peterson (batterie). Le 21 janvier 2016, Dixon est apparu en tant qu'invité avec le groupe pour la première fois depuis son accident de 2008, chantant et remplaçant Sharp au South Florida Fair West Palm Beach. Charlie Morgan (ex-Elton John et Orleans) a rempli la batterie pour Peterson à ce concert.

### Rudy Sarzo à la basse (2016 - 2017)
Dixon a également œuvré en tant que chanteur le 22 janvier 2016 à Albuquerque. Les deux spectacles avec Dixon à la barre étaient complets. À l'été 2016, Kale a de nouveau pris congé de la route et a été remplacé, d'abord par Brent Fitz, puis par Michael Devin (de Whitesnake), suivi de Rudy Sarzo (ex-Quiet Riot). Fitz, puis Sarzo, sont revenus à la basse pour les concerts de 2017 du groupe.
En 2018, Sarzo et Devin remplaçaient à nouveau Kale lorsque ce dernier a annoncé qu'il se retirait de la route pour de bon et que Sarzo serait son successeur permanent. Ce changement dans la composition a fait de Garry Peterson le dernier membre original restant du groupe. Un tout nouvel album des Guess Who, The Future IS What It Used To Be, a été annoncé pour le 14 septembre 2018. En novembre 2018, un certain nombre de bandes maîtresses des enregistrements du groupe, y compris peut-être du matériel inédit, ont été donnés au St. Vital Museum à Winnipeg.

### Réunions au fil des ans
Des retrouvailles de la gamme classique des années 1960-70 de Guess Who ont eu lieu à plusieurs reprises au fil des ans. La première réunion a eu lieu en 1979, lorsque Bachman, Cummings, Peterson et Wallace se sont regroupés pour une apparition unique sous le nom de Guess Who for the CBC Television Special Burton Cummings: Portage & Main, filmé le 4 novembre et diffusé sur CBC le 2 Février 1981.
En 1983, Bachman, Cummings, Kale et Peterson se sont de nouveau réunis sous le nom de Guess Who pour jouer une série de concerts canadiens et enregistrer l'album live Together Again (aussi publié sous le titre The Best of The Guess Who - Live! aux États-Unis) et en vidéo lors de l'Exposition nationale canadienne le 29 juin 1983. Le concert et les sorties suivantes étaient la première fois que Bachman interprétait plusieurs des chansons écrites et enregistrées après son départ. Quatre nouveaux enregistrements en studio ont également été réalisés avec le bruit de la foule surchargée.
En mai 1997, alors que leur ville natale de Winnipeg faisait face à une inondation potentiellement désastreuse, Bachman et Cummings se sont réunis à Winnipeg pour la première fois en dix ans dans une collecte de fonds émotionnelle pour les secours en cas de catastrophe organisée par Tom Jackson. 
À la demande du premier ministre du Manitoba, Cummings, Bachman, Kale et Peterson sont apparus ensemble aux cérémonies de clôture des Jeux panaméricains au stade de Winnipeg le 8 août 1999. Les retrouvailles ont conduit Cummings, Bachman, Kale et Peterson, rejoints par Don McDougall, à commencer à s'entraîner pour une tournée de retrouvailles en mai 2000. Entre-temps, la programmation Dixon / Shaw / Russell / Sinnaeve a continué sa tournée, terminant des dates déjà réservées avec le batteur Charlie Cooley qui remplace Peterson. Le groupe de la réunion a entrepris une tournée pancanadienne et américaine à partir de 2000, bien que des problèmes de santé aient empêché Kale de s'impliquer. Bill Wallace, le remplaçant de Kale en 1972, fut de nouveau recruté et cette formation du groupe joua et tourna régulièrement jusqu'à la fin de 2003. Un album live et une sortie DVD, Running Back Thru Canada, suivit la tournée de 2000.
Le 26 mai 2001, les membres du groupe ont reçu des doctorats honorifiques à l'Université de Brandon à Brandon, au Manitoba. Pour Cummings, c'était un privilège spécial, car il n'avait pas terminé ses études secondaires. La même année, le groupe a été intronisé à l'Allée des célébrités canadiennes Les signatures des membres actuels du groupe, Bachman, Cummings, McDougall, Peterson et Wallace, sont gravées dans la pierre commémorative.
Le 30 juillet 2003, la formation classique des Guess Who s'est produite devant un public estimé à 450 000 spectateurs au concert-bénéfice Molson Canadian Rocks pour le SRAS de Toronto. Le spectacle était le plus grand événement en plein air avec billet de l'histoire canadienne. 
À partir de 2004, Bachman, Cummings, McDougall et Wallace ont mis fin à leur association avec le groupe, et Jim Kale et Garry Peterson, qui possèdent la marque The Guess Who, ont repris leur programme de tournée Guess Who d'environ soixante dates par an.
En 2007, Bachman et Cummings ont commencé à enregistrer ensemble; incapables d'utiliser le nom Guess Who, ils ont publié l'album Jukebox sous le nom de "Bachman Cummings".

### Membres officiels
- Chad Allan - chant, orgue, piano, guitare rythmique
- Burton Cummings - chant, piano électrique, flute traversière, guitare rythmique
- Derek Sharp - chant, piano, guitare
- Randy Bachman - guitare solo et rythmique
- Kurt Winter - guitare
- Greg Leskiw - guitare, chœurs
- Donnie McDougall - guitare, chant, chœurs
- Domenic Troiano - guitare, chœurs
- Will Evankovich- guitare
- Jim Kale - basse
- Bill Wallace - basse
- Rudy Sarzo - basse
- Leonard Shaw - claviers, flûte, saxophone, chœurs
- Garry Peterson - batterie
- Vance Masters - batterie

## Discographie

### Chad Allan & The Expressions
Albums studio
- 1965 : Shakin' All Over
- 1965 : Hey Ho (What You Do To Me)
- 1966 : Chad Allan & The Expressions

Compilation
- 2008 : Early Roots

### The Guess Who?
- 1966 : It's Time - C'est le seul album avec Chad Allan et Burton Cummings se partageant le chant.
- 1968 : A Wild Pair - La face A est consacrée au groupe The Staccatos, alors que la face B présente The Guess Who ?

### The Guess Who
Albums studio
- 1968 : Wheatfield Soul
- 1969 : Canned Wheat
- 1970 : American Woman
- 1970 : Share the Land
- 1971 : So Long, Bannatyne
- 1972 : Rockin'
- 1972 : Wild One
- 1973 : Artificial Paradise
- 1973 : #10
- 1974 : Road Food
- 1974 : Flavours
- 1975 : Power in the Music
- 1976 : The Way They Were
- 1978 : Guess Who's Back ?
- 1979 : All This for a Song
- 1981 : Now And Not Then
- 1987 : Guess Who '87 - Cassette de 4 chansons.
- 1994 : Liberty
- 1995 : Lonely One - Même album que Liberty publié aux États-Unis.
- 2018 : The Future IS What It Used To Be - Avec Jim Kale, Tommy Shaw, Brent Fitz et Michael Devin comme musiciens invités.
- 2023 : Plein D'amour

Albums live
- 1972 : Live At The Paramount
- 1983 : Together Again - Cet album sort aussi aux États-Unis sous le titre The Best of The Guess Who - Live!
- 1984 : Reunion - Réédition de l'album précédent. - 2 CD
- 1998 : The Spirit Lives On - Greatest Hits Live
- 2000 : Running Back Thru Canada - 2 CD

Compilation
- 1969 : The Guess Who ?
- 1970 : Born in Canada
- 1971 : The Best Of The Guess Who
- 1972 : Shakin' All Over
- 1973 : The Best Of The Guess Who Volume II
- 1976 : 20 Greatest Hits
- 1977 : The Greatest of The Guess Who
- 1990 : American Woman, These Eyes & Other Hits
- 1993 : At Their Best
- 1997 : The Ultimate Collection
- 2003 : Anthology - 2 CD
- 2005 : These Eyes & More: The Best Of The Guess Who
- 2010 : Playlist: The Very Best Of The Guess Who

Singles
- These Eyes (1969)
- American Woman (1970)
- Clap For the Wolfman (1974)
- No Sugar Tonight (1970)
- No Time (1970)
- Undun
- Buss Rider
- Share the Land (1970)

DVD
- 1983 : Together Again
- 2004 : Running Back Thru Canada
- 2007 : Shakin' In Las Vegas